# 예원정보여자중고등학교
교육 목표는 ‘교양이 풍부하고 예절 바른 사람, 창의적인 사고로 미래를 준비하고 탐구하는 사람, 스스로 참여하고 봉사하는 덕성스런 사람을 육성한다’이다. 교훈은 ‘예절, 지혜, 봉사’이다.

## 연혁
1967년 2월 10일에 설립 인가[중등부]를 받아 그해 3월 5일에 개교한 동래 신성재건청소년학교에서, 1972년 10월 14일에 고등부 설립 인가[4학급]를 받아 1973년 3월 5일에 개교하였다. 1981년 10월 14일에 신성여자실업학교로 교명을 변경하였고, 1985년 2월 25일에 금정구 회동동의 현 교사로 이전하였다. 1986년 10월 14일에 사회 교육 시설로 등록하면서 신성여자상업학교로 교명을 변경하였고, 1987년 9월 21일에 학력 인정 사회 교육 시설로 인정[문교부]되었다.
1995년 12월 18일에 신성여자상업고등학교로 교명을 변경하였고, 1999년 2월 26일에 병설 신성여자중학교[2년제 성인반, 현 병설 예원여자중학교]를 개설하였다. 2001년 3월 1일에 예원여자정보고등학교로 교명을 변경하였고, 2010년 3월 1일에는 예원여자고등학교로 교명을 변경하였고, 2016년 3월 1일 남녀공학으로 전환하면서 부산예원고등학교로 교명을 변경하였다.

## 교가와 상징물
1. 교가[작사 박순식/작곡 김종철]
청운의 영봉을 머리에 이고/ 금정의 푸름 꿈 가슴에 안아/ 슬기를 갈고닦는 우리의 기상/ 더 높이 솟구치는 상아의 터전/ 갈아라 닦아라 영원한 요람/ 키우자 영원히 우리의 예원.
2. 교목: 소나무이다. 늘 푸른 것을 상징하며, 예원인의 꿋꿋한 모습을 의미한다.
3. 교화: 백목련이다. 순수함과 순결함을 상징하며, 예원인의 참된 인성을 의미한다.
4. 교조: 비둘기이다. 자유와 평화를 상징하며, 예원인의 무한한 비상을 의미한다.

## 현황
2016년 3월을 기준으로 미용과[헤어, 메이크업, 피부, 네일], 유아 교육과, 스마트 IT과 등의 학과가 있다. 교직원은 교장 1명, 교감 2명, 교사 45명, 그리고 행정 담당 등 일반직 7명으로 총 55명이 근무하고 있다. 학교 부지 총면적은 3만 3,471m2로, 정규 교실, 헤어 미용실, 메이크업실, 피부 관리실, 네일 아트실, 유아교육실, 기악실, 과학실, 상담실, 학습 자료실, 문서 보관실 등의 시설을 갖추고 있다. 시설은 부산예원고등학교 병설 예원여자중학교[성인반]와 함께 사용하고 있다.